# محمد سعيد جرادة
محمد سعيد جرادة هو شاعر يمني. ولد عام 1927 في مدينة الشيخ عثمان في محافظة عدن. تلقى تعليمه على يد فقهاء مدينته. بدأ ينظم الشعر وهو في سن الثالثة عشر. عمل معلماً لمدة خمس وعشرين سنة، كما عمل إذاعياً في إذاعة عدن. وهو عضو في اتحاد الأدباء والكتاب اليمنيين. صدر له خمسة دواوين شعرية. وله كتب ودراسات وأبحاث نشر بعضها.  وله كذلك مساهمات في كتابة الشعر الغنائي.

## أعماله
صدرت له الأعمال الآتية:
- فردوس القرآن (ديوان شعر، عدن 1962).
- مشاعل الدرب (ديوان شعر، مطابع 14 أكتوبر عدن 1971).
- لليمن حبي (ديوان شعر، مطابع 14 أكتوبر عدن 1971).
- وجه صنعاء (ديوان شعر،  دار الحرية للطباعة والنشر بغداد 1976).
- الأعمال الكاملة (ديوان شعر، وزارة الثقافة والإعلام عدن 1988).
- الثقافة والأدب في اليمن عبر العصور (كتاب من جزئين، دار الفارابي بيروت).
- أعلام في الفن والأدب.

## وصلات خارجية
- محمد سعيد جرادة على موقع أرشيف الشارخ.

- صورة خارجية.